# Selección de waterpolo de Alemania Democrática
La selección de waterpolo de Alemania Democrática fue el representante de Alemania Oriental en el waterpolo masculino internacional.

## Participaciones

### Juegos Olímpicos
- Como Equipo Alemán Unificado (ver selección de waterpolo de Alemania)
  - 1964 - 6°[a]
- Como Alemania del Este
  - 1968 - 6°[1]
  - [a] Alemania Democrática ganó el play-off y representó al Equipo Alemán Unificado en 1964